# Аугушту Карлуш Тейшейра-де-Араган
Ау́гушту Ка́рлуш Тейше́йра-де-Арага́н (порт. Augusto Carlos Teixeira de Aragão; 15 червня 1823 — 29 квітня 1903) — португальський генерал, військовий лікар, історик, археолог. «Батько» португальської нумізматики. Народився у Лісабоні, Португалія. Син Жозе-Марії Тейшейри-де-Араган й Маріани Ерможенеш-да-Сілви. Вивчав медицину, став хірургом в Португальській армії. Як лікар працював у Сантіагу-ду-Касені. З юності цікавився нумізматикою та історією. Приятелював із португальським королем Луїшем. Був одним із керівників археологічної експедиції, що знайшла римське місто Балза у Тавірі (1860-ті). Працював хранителем Ажудського палацу і керівником палацового музею старожитностей (1867). Збагатив королівську скарбницю численними раритетами, відповідав за їхню презентацію на Паризькій всесвітній виставці. Контактував із провідними європейськими нумізматами. Був членом комітету Королівської академії образотворчих мистецтв Португалії, що відповідав за реформування освіти, музейної справи та збереження історично-археологічних пам'яток (1875). Брав участь у археологічній конференції в Гімарайнші, присвяченій Брітейрушському укріпленню (1877). Член Бразильського інституту історії та географії (1871), Незалежного історичного товариства Португалії (1874), Лісабонської академії наук (1876), Лісабонського географічного товариства, Французького нумізматичного товариства, Мадридської академії історії. На посаді королівського комісара Лісабонської академії наук керував перенесенням решток Вашку да Гами до Монастиря єронімітів (1880). Автор багатотомного нумізматичного дослідження «Загальний історичний опис монет, карбованих іменем королів, регентів й губернаторів Португалії» (1875). Кавалер Авіського ордену, Ордену Христа, Ордену Вежі та Меча. Помер у Лісабоні.

## Праці
- As minhas ferias. Lisboa: Typographia da Academia das Bellas Artes, 1843. 64p.
- O Hercules Preto.[1] Lisboa: Typographia de Martins, 1846. 268p.
- Vidigueira: Fragmentos históricos[недоступне посилання з серпня 2019]. Beja: O Bejense, 1861.
- Vidigueira: Convento do Carmo[недоступне посилання з серпня 2019]. Beja: O Bejense, 1861.
- Algumas causas que podem contribuir para a frequência tísica nos alunos do Real Colégio Militar. Escholiaste Médico. 1866.
- Description des Monnaies, Médailles et Autres Objects D'Art Concernant L'Histoire Portugaise [Архівовано 17 жовтня 2019 у Wayback Machine.]. Paris: Imprimerie Administrative de Paul Dupont, 1867. 171p.
- Notes sur quelques numismates portugais des XVIIe, XVIIIe et XIXe siècles: lettre a M. le vicomte de Ponton d'Amécourt. Paris: Pillet, 1867.[2]
- Relatório sobre o Cemitério Romano Descoberto próximo da cidade de Tavira em Maio de 1868 [Архівовано 26 березня 2017 у Wayback Machine.]. Lisboa: Imprensa Nacional, 1868. 20p.
- Catálogo descriptivo das moedas e medalhas portuguezas que formam parte da colecção do Visconde de Sanches de Baena.[3] Lisboa: Typographia de Castro Irmão, 1869.
- Descripção Histórica das Moedas Romanas existentes no Gabinete Numismático de sua Magestade EL-Rei O Senhor Dom Luiz I [Архівовано 26 березня 2017 у Wayback Machine.]. Typographya Universal, 1870. 640p.
- D. Vasco da Gama e a Villa da Vidigueira D. Vasco da Gama e a Villa da Vidigueira [Архівовано 2 лютого 2014 у Wayback Machine.]. Lisboa: Typographya Universal, 1871.
- Typos politicos: Mestre Manoel Camões.[4] Lisboa: Almanach Arsejas — Liv. Arsejas, 1872.
- Descrição geral e histórica das moedas cunhadas em nome dos reis, regentes e governadores de Portugal (Tomo I). Lisboa: Imprensa Nacional, 1875. 538p.
- Descrição geral e histórica das moedas cunhadas em nome dos reis, regentes e governadores de Portugal (Tomo II).Lisboa: Imprensa Nacional, 1877. 578p.
- Descrição geral e histórica das moedas cunhadas em nome dos reis, regentes e governadores de Portugal (Tomo III). Lisboa: Imprensa Nacional, 1880. 714p.
- Revista Militar Tomo XXXVIII. Lisboa, 1886.P548-551
- Vasco da Gama e a Vidigueira: Estudo historico. Lisboa: Imprensa Nacional, 1887. 164p.
- Anneis: Estudo[недоступне посилання з серпня 2019]. Lisboa: Typographia da Academia Real das Sciencias, 1887. 25 p.
- Breve noticia sobre o descobrimento da América. Lisboa: Typographya da Academia Real das Sciencias, 1892. 80p.
- Catálogo dos objectos de arte e industria dos indígenas da América que, pelas festas commemorativas do 4º centenário da sua descoberta, a Academia Real das Sciencias de Lisboa envia à Exposição de Madrid[недоступне посилання з серпня 2019]. Lisboa: Typographya da Academia Real das Sciencias, 1892. 44p.
- Diabruras, santidades e prophecias. Lisboa: Typographya da Academia Real das Sciencias, 1894. 151p.
- A Torocentese ou Operação do Empiema. Lisboa 1894.
- Antiguidades romanas de Balsa [Архівовано 31 березня 2016 у Wayback Machine.]. Lisboa: O Archeologo Português, 1896.N.º2.p55-57.
- Memoria historica sobre os Palacios da residencia dos V. Reys da India. Manuscrito.